# Подменённая королева
«Подмененная королева» (нем. Die vertauschte Königin) — фильм-сказка 1984 года производства ГДР режиссёра Дитера Шарфенберга.
Сюжет фильма-сказки основан на мотивах русской народной сказки «Жена сапожника в роли царицы» (в обработке Андрея Платонова, в 1968 году уже экранизировавшейся в СССР), однако, действие перенесено в Германию, фильм снят по оригинальному сценарию как самостоятельное произведение. «Lexikon des internationalen Films» описывает его как «обычную вариацию на древний сказочный мотив о бедном двойнике с хорошими чертами характера».

## Сюжет
В некотором царстве, в некотором государстве живёт властолюбивая, капризная Королева. Она выносит без разбора бесчеловечные приговоры, тиранически контролирует своих слуг, так из длинных волос своей горничной Мари она приказывает сделать для себя парик, и только к своему придворному шуту Варфоломею относится достаточно гуманно.
По её приказу каждое утро канонир Йорг палит из пушки, больше всего неудобств это доставляет кузнецу, поскольку ядро от выстрела ежедневно летит мимо его кузницы в пруд.
Как-то раз канонир после первого выстрела сделал второй, что Королева расценила как растрату пушечных ядер, и приказала повесить канонира, и только благодаря стараниям шута Йорг избежал смерти и отделался наказанием плетью. Кроме того, он должен вернуть второе пушечное ядро.
Канонир идёт за ядром к кузнецу, и получает ядро обратно. Он встречает жену кузнеца Ханне, которая, к его изумлению, выглядит как Королева.
Вечером канонир и шут планируют заговор: ночью Ханну тайно обменяют на Королеву и за несколько дней её правления изменят деспотичные законы.
Обмен проходит незаметно, и на следующее утро Королева просыпается в кузнице, а Ханне лежит в постели в замке.
Кузнец не понимает, что имеет дело не со своей женой, удивляется, когда его жена ведет себя как дикарка, называет себя королевой, отказывается от любых ласк и не хочет готовить еду.
Ханне, в свою очередь, после короткого периода раздражения переходит к правлению, отменяя деспотические законы королевы и выстраивая дружеские отношения со своими подданными. На кухне она не только пробует все блюда, но и готовит сама, а вечером устраивает шумный пир, в котором примут участие все обитатели замка.
Королева пытается проникнуть в замок, но её арестовывает охрана как самозванку и заключает в темницу. Кузнец тоже приходит в замок за своей предполагаемой женой. 
Йорг, наконец, открывает ему глаза. Кузнец забирает Ханну домой, а заснувшую в темнице Королеву относят в её спальню. 
На следующее утро Королева просыпается в своей спальне и рассказывает шуту о своем кошмарном ночном сне.

## В ролях
- Урсула Каруссайт — королева / Ханна, жена кузнеца
- Курт Бёве — кузнец
- Клаус Пионтек — Гофмаршал
- Кристиан Штайер — Варфоломей
- Мишель Мариан — Мари
- Аксель Вернер — Флориан
- Эрик Кляйн — поварёнок
- Карл Машвиц — повар
- Урсула Штаак — кухарка
- Ангела Брюннер — кухарка

## Критика
«Подмененная королева» был вторым фильмом-сказкой режиссёра Дитера Шарфенберга после «Зеркала великого мага» 1981 года. В отличие от своего первого фильма, он полностью снял «Подменную королеву» в студии. Студийная атмосфера и связанный с ней «театральный характер» фильма с нарисованными декорациями были отмечены критиками по-разному: некоторыми отрицательно, в то время как другие критики отметили именно «причудливые …, чрезвычайно удачные… декорации», и дали высокую оценку.
Фильм часто воспринимался как кинокомедия, и режиссёр также признал, что фильм «на самом деле представляет собой смешную комедию с острым юмором, несентиментальную сказку».
Газета «Neues Deutschland» писала, что это «сказочный фильм, в котором есть что-то особенное, который опирается на передовые достижения киностудии DEFA в этом жанре». Критик Магрид Восс также высоко оценила юмор фильма: «в этом маленьком произведении нет ничего бессмысленного». В рецензии в газете «Wochenpost» хотя и были указаны «несколько недостатков» фильма, в том числе «чрезмерную склонность к карикатуре на весомую фигуру хофмаршала» и ошибки в темпе сюжета, но в целом отмечалось, что это «идеальный сказочный фильм: современный, социально точный и емкий, забавный и хитрый, полный чудес и реальности одновременно».

## Прокат в СССР
Фильм дублирован на русский язык на Киностудии им. Довженко, Режиссёр дубляжа: Иван Левченко. Закадровый текст читает Зиновий Гердт. Роли дублировали: Анатолий Юрченко, Владимир Мишаков, Екатерина Крупенникова, Елена Чекан, Игорь Стариков, Николай Олейник, Сергей Свечников. 
В советском кинопрокате с 6 января 1986 года. Фильм и позже демонстрировался по телевидению, так в 1996 году в «Детском сеансе» по каналу ТВ-6, выпускался на видеокассетах.